# 特罗肯博恩-沃尔弗斯多夫
特罗肯博恩-沃尔弗斯多夫（德語：Trockenborn-Wolfersdorf）是德国图林根州的一个市镇。总面积18.94平方公里，总人口590人，其中男性302人，女性288人（2011年12月31日），人口密度31人/平方公里。